# میشل جی. گلفاند
میشل جی. گلفاند (انگلیسی: Michele J. Gelfand؛ زادهٔ ۱ ژانویهٔ ۱۹۶۷) روان‌شناس، دانشگاهی، و استاد دانشگاه اهل ایالات متحده آمریکا است.